# Piet van Heusden
Piet van Heusden (ur. 11 lipca 1929 w Amsterdamie, zm. 15 stycznia 2023) – holenderski kolarz torowy, złoty medalista mistrzostw świata.

## Kariera
Największy sukces w karierze Piet van Heusden osiągnął w 1952 roku, kiedy zwyciężył w indywidualnym wyścigu na dochodzenie amatorów podczas torowych mistrzostw świata w Paryżu. W zawodach tych bezpośrednio wyprzedził dwóch Włochów: Mino De Rossiego oraz Lorisa Campanę. Był to jedyny medal wywalczony przez van Heusdena na międzynarodowej imprezie tej rangi. Wielokrotnie zdobywał medale torowych mistrzostw Holandii, w tym cztery złote (1952–1955, wszystkie w indywidualnym wyścigu na dochodzenie). Nigdy nie wystąpił na igrzyskach olimpijskich.